# Sutherland
Sutherland je registracijska grofija, Lieutenancy area in zgodovinska administrativna grofija Škotske. Sedež se nahaja v Dornochu.